# Chaba
Chaba – władca starożytnego Egiptu z III dynastii.

## Lata panowania
- 2663–2657 p.n.e. (Kwiatkowski)
- 2603–2600 p.n.e. (Tiradritti, De Luca)

Lata panowania tego władcy są bardzo niepewne, niektórzy egiptolodzy nie podejmują się nawet ich przybliżonego określenia, podając jedynie czas panowania całej dynastii. Na Papirusie Turyńskim jego imię jest określane jako „nieczytelne” (egip. hudżefa), ten sam dokument przyznaje mu 6 lat rządów. Niepewna jest w ogóle kolejność panowania i liczba ostatnich władców z tej dynastii po Sechemchecie; wobec braku źródeł pisanych ustalenie kolejności opiera się na analizie ewolucji architektonicznej ich grobowców.

## Koncepcje odnośnie do tego władcy
- Chaba i Sanacht to ta sama osoba (Vercouter).
- Chaba i Nebka to ta sama postać i jemu należy przypisać pałac grobowy w Hierakonpolis, dotychczas uważany za obiekt związany z Chasechemui (Swelin); Chaba to imię horusowe Nebki, w związku z tym Nebka i Sanacht to dwie różne osoby.
- Chaba i Huni to ta sama osoba (Grimal); Chaba miało być imieniem horusowym Huniego.

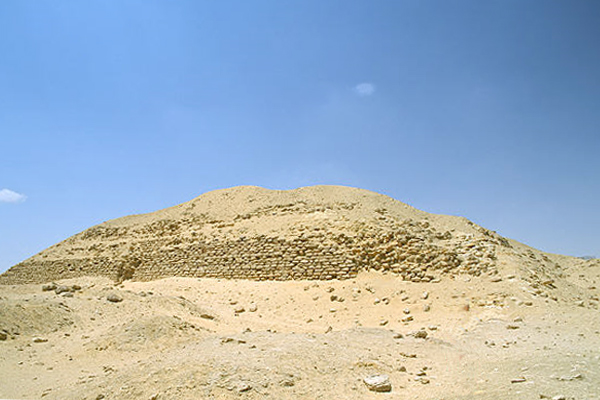
Piramida Chaba

Przyjmuje się, że został pochowany w południowej, warstwowej piramidzie w Zawijet el-Arian, która prawdopodobnie nie została nigdy ukończona. Piramida ta przy podstawie o długości 84 m miała mieć 42 m wysokości. Nie jest ona prawdziwą piramidą schodkową, ale piramidą ułożoną warstwami, stąd nazwa: piramida warstwowa. W pobliskiej mastabie określanej symbolem Z-500 z okresu III dynastii, oddalonej od piramidy 200 m na północ, odkryto 8 alabastrowych naczyń z serechem Chaby.
Imię jego odnaleziono również na zabytkach z Hierakonpolis i Elefantyny.